# Торренте, Альваро
Альваро Хосе Торренте Санчес-Гуисанде (исп. Álvaro José Torrente Sánchez-Guisande, род. 1963, Мадрид, Испания) — испанский музыковед.

## Биография
Альваро Торренте — сын писателя и литературоведа, лауреата Премии Сервантеса в области литературы, Гонсало Торренте Бальестера.
Альваро Торренте изучал фортепиано, гармонию и композицию в Университете Саламанки, который окончил в 1993 году, получив степень по специальности «музыковедение». Продолжил обучение по классу фортепиано и теории музыки в консерваториях Саламанки и Мадрида. Игре на фортепиано учился у Исидро Баррио; гармонию, контрапункт и композицию Торренте преподавал Педро Саенса. Впоследствии Торренте переехал в Великобританию, где учился сначала два года в Лондонском университете (Королевский колледж Холлоуэй), а затем в Кембридже (Колледж Святой Екатерины). В Кембридже, защитив в 1997 году диссертацию «Священная рождественская песня в начале XVIII века. Испания: репертуар собора Саламанки», получил докторскую степень.
Профессор истории музыки в Мадридском университете Комплутенсе, где с января 2014 года возглавляет Институт музыкальных наук Комплутенсе (исп. Instituto Universitario). Почётный научный сотрудник Королевского колледжа Холлоуэй Лондонского университета (1998—2006) и приглашенный научный сотрудник в Нью-Йоркском (1999) и Йельском (2009—2010) университетах. Являлся профессором программы последипломного образования в университетах Саламанки, Валенсии и Автономном Мадридском университете. Получил степень магистра в области управления культурой: музыка, театр и танец.
С 2009 года Альваро Торренте возглавляет Фонд Гонсало Торренте Бальестера.

## Научная деятельность
Область научных интересов Альваро Торренте — испанская и итальянская музыка эпохи барокко, в том числе оперная и религиозная и жанр «Рождественский гимн», а также восприятие и распространение европейской музыки в Испании и связи музыкальных традиций Италии, Пиренейского полуострова и Латинской Америки в теории тональности и ритма музыки Возрождения, в том числе рецепция трактатов классической античности в этот период.
Вместе с Эллен Розанд и Лоренцо Бьянкони Торренте является главным редактором полного собрания сочинений композитора Франческо Кавалли, публикация которого началась в 2010 году.